# Ana Vasconcelos
Ana Carolina Vasconcelos (Brasília, 7 de novembro de 1981) é uma jogadora brasileira de polo aquático. Jogou pelo Esporte Clube Pinheiros, de São Paulo, e pela Seleção Brasileira de Polo Aquático Feminino, com a qual conquistou um bronze no Pan de 2003.

## História

### Início da carreira
Começou a carreira esportiva no voleibol, que praticou por três anos. Conheceu o polo aquático em 1996 na Secretaria de Esportes do Distrito Federal após ser aconselhada pelo irmão Pedro, que também praticava o esporte e achava que a irmã poderia jogar também.
Entrou para a seleção brasileira júnior de polo aquático feminino em 1999, quando disputou o Sul-americano e o Mundial da categoria. Em 2000, subiu para a seleção principal, mas não deixou a júnior, permanecendo por dois anos nas duas equipes. Em 2001, conquistou o sul-americano juvenil.

### Seleção brasileira
Com a seleção adulta, disputou o Pré-Olímpico de 2000. Durante duas temporadas, acabou atuando nas equipes júnior e a principal. 
Em 2003, disputou os Jogos Pan-americanos de 2003 em Santo Domingo, conquistando com a equipe a medalha de bronze. Em 2006 vence o Sul-Americana, ocasião em que a a seleção brasileira se tornou bicampeã.
Em 2007 competiu nos Jogos Pan-americanos do Rio de Janeiro, ficando em quarto lugar com a equipe.

### Copa Cerrado de Polo Aquático Feminino
Em 2017 Ana Vasconcelos participou da 1° Copa Cerrado de Polo Aquático Feminino. O torneio inédito foi idealizado por jogadoras da seleção brasiliense e aconteceu entre 23 e 26 de março, em Brasília. As atletas foram inscritas em vez de times, o modo mais comum. Trinta e seis jogadoras se inscreveram, inclusive do Rio de Janeiro e São Paulo. Três equipes foram formadas com o total de inscritas para disputar sete jogos. 